# Фінал Кубка Футбольної ліги 1982
Фінал Кубка Футбольної ліги 1982 — фінальний матч розіграшу Кубка Футбольної ліги 1981—1982, 22-го розіграшу Кубка Футбольної ліги. У матчі, що відбувся 13 березня 1982 року на стадіоні «Вемблі», зіграли «Ліверпуль» та «Тоттенгем Готспур».
| Володар Кубка Футбольної ліги 1982 |
| ---------------------------------- |
|                                    |
| «Ліверпуль» 2-й титул              |

## Шлях до фіналу
| Ліверпуль    | Ліверпуль                                  | Раунд                           | Тоттенгем Готспур    | Тоттенгем Готспур        |
| ------------ | ------------------------------------------ | ------------------------------- | -------------------- | ------------------------ |
| Суперник     | Результат                                  | Кубок Футбольної ліги 1981—1982 | Суперник             | Результат                |
| Ексетер Сіті | 5-0 вдома, 6-0 на виїзді                   | Другий раунд                    | Манчестер Юнайтед    | 1-0 вдома, 1-0 на виїзді |
| Мідлсбро     | 4-1 вдома                                  | 1/16 фіналу                     | Рексем               | 2–0 вдома                |
| Арсенал      | 0-0 на виїзді, 3-0 дч вдома (перегравання) | 1/8 фіналу                      | Фулгем               | 1–0 вдома                |
| Барнслі      | 0-0 вдома, 3-1 на виїзді (перегравання)    | 1/4 фіналу                      | Ноттінгем Форест     | 1-0 вдома                |
| Іпсвіч Таун  | 2-0 на виїзді, 2-2 вдома                   | 1/2 фіналу                      | Вест-Бромвіч Альбіон | 0-0 на виїзді, 1-0 вдома |

## Матч

### Деталі
| 13 березня 1982 |

| Ліверпуль                | 3:1 дч | Тоттенгем Готспур |
| ------------------------ | ------ | ----------------- |
| Велан 87', 111' Раш 119' |        | Арчибальд 11'     |

| Вемблі, Лондон Глядачів: 100 000 Арбітр: Пітер Вілліс |

| Ліверпуль | Тоттенгем Готспур |

|                  |  |                 |  |                  |
|                  |  |                 |  |                  |
| В                |  | Брюс Гроббелар  |  |                  |
| З                |  | Філ Ніл         |  |                  |
| З                |  | Алан Кеннеді    |  |                  |
| З                |  | Марк Лоуренсон  |  |                  |
| З                |  | Філ Томпсон     |  |                  |
| ПЗ               |  | Ронні Велан     |  |                  |
| ПЗ               |  | Семмі Лі        |  |                  |
| ПЗ               |  | Террі Макдермот |  | Замінений        |
| ПЗ               |  | Грем Сунес (к)  |  |                  |
| Н                |  | Кенні Далгліш   |  |                  |
| Н                |  | Іан Раш         |  |                  |
| Запасні:         |  |                 |  |                  |
| Н                |  | Девід Джонсон   |  | Вийшов на заміну |
| Головний тренер: |  |                 |  |                  |
| Боб Пейслі       |  |                 |  |                  |

|                  |  |                   |  |                  |
| В                |  | Рей Клеменс       |  |                  |
| З                |  | Кріс Г'ютон       |  |                  |
| З                |  | Пол Міллер        |  |                  |
| З                |  | Пол Прайс         |  |                  |
| З                |  | Стів Перрімен (к) |  |                  |
| ПЗ               |  | Міккі Газард      |  | Замінений        |
| ПЗ               |  | Освальдо Арділес  |  |                  |
| ПЗ               |  | Тоні Гелвін       |  |                  |
| ПЗ               |  | Гленн Годдл       |  |                  |
| Н                |  | Стів Арчибальд    |  |                  |
| Н                |  | Гарт Крукс        |  |                  |
| Запасні:         |  |                   |  |                  |
| ПЗ               |  | Рікардо Вілья     |  | Вийшов на заміну |
| Головний тренер: |  |                   |  |                  |
| Кіт Беркіншоу    |  |                   |  |                  |